# Leone (1924)
«Леоне» (італ. Leone) — крейсер-скаут, а згодом ескадрений міноносець  ВМС Італії.

## Історія створення
«Леоне», перший корабель однойменного типу,  був закладений 23 листопада 1921 року на верфі «Ансальдо» в Сесстрі-Потенте (Генуя) як крейсер-скаут («есплораторе», італ. esploratore). Спущений на воду 1 жовтня 1923 року, вступив у стрій 1 липня 1924 року.

## Історія служби

### Довоєнна служба
Після вступу у стрій «Леоне» у 1925 році здійснив плавання до країн Північної Європи.
У 1931 році корабель пройшов модернізацію, під час якої 450-мм торпедні апарати були замінені на 533-мм, а 76-мм зенітні гармати - на 40-мм зенітні автомати.
У 1936 році, перед запланованим відправленням в Червоне море корабель пройшов ще одну модернізацію, під час якої встановили системи кондиціонування, а також встановили 4 13,2-мм кулемети «Breda Mod. 31».
Протягом 1936-1938 років корабель брав участь у бойових діях під час італо-ефіопської війни.
У 1938 році повернувся в Середземне море. Тоді ж був перекласифікований в ескадрений міноносець.

### Друга світова війна
Зі вступом Італії у Другу світову війну «Леоне» разом з однотипними «Тігре» та «Пантера» був включений до складу 5-ї ескадри есмінців з базуванням в Массауа під командуванням капітана 2 рангу Угуччоне Скроффа (італ. Uguccione Scroffa).
Есмінець брав участь у патрулюванні в Червоному морі та декількох операціях з порятунку італійських підводних човнів, що зазнали аварій.
19 вересня «Леоне» разом з есмінцями «Пантера», «Чезаре Баттісті» і «Даніеле Манін» вирушив на перехоплення британського конвою  «BN 5» у складі 23 транспортів під охороною легкого крейсера «Ліндер» та 3 шлюпів, але італійцям не вдалось перехопити конвой.
Вночі 21 жовтня 1940 року «Леоне» разом з есмінцями «Пантера», «Чезаре Баттісті», «Даніеле Манін» і «Франческо Нулло» атакував британський конвой BN 7, який складався з 32 транспортів під охороною крейсера «Ліндер», есмінця «Кімберлі» та 3 шлюпів. Проте атака виявилась невдалою, італійці змушені були поставити димову завісу та відступити. На «Франческо Нулло» вийшло з ладу стернове керування, і він втратив контакт з іншими кораблями. На ранок він був помічений та перехоплений британськими кораблями. Зав'язався годинний бій, внаслідок якого «Франческо Нулло» був потоплений есмінцем «Кімберлі».
На початку 1941 року, коли падіння Італійської Східної Африки було неминуче, перед командуванням італійського флоту постала проблема, що робити з кораблями. Ті кораблі та підводні човни, що могли дістатись до дружніх японських чи французьких портів, вирушили у плавання. Але есмінці типу «Леоне» не мали достатньої дальності плавання. Тому перед падінням Массауа 31 березня 1941 року «Леоне», «Тігре» та «Пантера» вирушили в атаку на Суец. Вночі 1 квітня «Леоне» налетів на не позначену на карті скалу та отримав серйозні пошкодження. Вранці «Тігре» та «Пантера» змушені були потопити його за 15 миль на північ від острова Ауалі-Хутуб в архіпелазі Дахлак, і повернулись в Массауа.